# Dobieszewice
Dobieszewice – wieś w Polsce położona w województwie kujawsko-pomorskim, w powiecie inowrocławskim, w gminie Janikowo.
W latach 1975–1998 miejscowość administracyjnie należała do województwa bydgoskiego.

## Media
Dobieszewice swoim zasięgiem obejmują media ze stolicy gminy.
- Portal miejski i gminny ejanikowo.pl - FAKTY I OPINIE[3]
- Lokalna telewizja kablowa JanSat